# Coriolopsis
Coriolopsis là một chi nấm thuộc họ Polyporaceae.